# Paolo Tusino
Paolo Tusino (Torino, 29 settembre 1960) è un ex calciatore italiano, di ruolo attaccante.

## Carriera
Dopo gli esordi in Serie D nel 1978 con il Lavello, passa al Lecce dove debutta in Serie B nel campionato 1979-1980. In seguito gioca una stagione in Serie C1 con il Novara per poi tornare al Lecce e disputare altri due campionati di Serie B.
Negli anni successivi calca i campi della Serie C1 con le maglie di Reggiana, Monopoli, Messina (dove ottiene una promozione in Serie B nella stagione 1985-1986) e Salernitana, terminando la carriera da professionista nel 1989 a Monopoli.
In carriera ha totalizzato complessivamente 52 presenze e 7 reti in Serie B, tutte con la maglia del Lecce.

## Palmarès

### Club

#### Competizioni nazionali
- Serie C1: 1

Messina: 1985-1986